# 南非多指鮋
南非多指鮋（学名：Choridactylus natalensis）為輻鰭魚綱鮋形目鮋亞目毒鮋科的其中一種，為亞熱帶海水魚，分布於西印度洋莫三比克至南非德班海域，棲息深度35-75公尺，體長可達14公分，棲息在底層水域，生活習性不明。